# Structure interne de la Lune

Schéma de la structure interne de la Lune

La structure interne de la Lune est celle d'un corps différencié composé d'une croûte géochimique distincte, d'un manteau et d'un noyau liquide. Cette structure est le résultat supposé de la cristallisation fractionnée d'un océan lunaire de magma peu de temps après sa formation il y a 4,5 milliards d'années. L'énergie nécessaire à la fusion de la partie extérieure de la Lune est généralement attribuée à un impact géant (un événement qui est supposé être à l'origine du système Terre-Lune) et à l'accrétion postérieure de matière dans l'orbite terrestre. La cristallisation de cet océan de magma aurait donné naissance à un manteau mafique et à une croûte riche en plagioclases.
La cartographie géochimique depuis l'espace laisse supposer que la croûte de la Lune est largement composée d'anorthosite, ce qui est cohérent vis-à-vis de l'hypothèse de l'océan de magma. En termes d'éléments, la croûte lunaire est composée principalement d'oxygène, de silicium, de magnésium, de fer, de calcium et d'aluminium, mais d'importantes traces d'éléments mineurs comme le titane, l'uranium, le thorium, le potassium et l'hydrogène sont aussi présents. Des techniques géophysiques permettent d'estimer l'épaisseur de la croûte à approximativement 50 km.
La fusion du manteau de la Lune a permis l'apparition des mers lunaires. L'analyse des basaltes de ces mers indique que le manteau est composé principalement de minéraux tels que l'olivine, l'orthopyroxène et le clinopyroxène et que le manteau de la Lune est plus riche en fer que celui de la Terre. Certains basaltes lunaires présentent de fortes concentrations de titane (présent dans le minéral ilménite), suggérant que la composition du manteau est fortement hétérogène. On a observé que des séismes se produisent dans le manteau à une profondeur de 1 000 km sous la surface. Ils apparaissent à une fréquence mensuelle et sont dus aux contraintes associées aux forces de marées exercées par la Terre sur la Lune (et non pas l'inverse). Quelques séismes superficiels (dont les hypocentres étaient localisés environ 100 km sous la surface) ont été détectés mais ceux-ci sont moins fréquents et ne sont manifestement pas corrélés aux forces de marées.
La Lune a une densité moyenne de 3 346,4 kg/m3, faisant d'elle la deuxième lune la plus dense du système solaire après Io. Néanmoins, plusieurs séries de preuves suggèrent que le noyau de la Lune est petit, avec un rayon de 350 km ou moins. La taille du noyau de Lune est seulement d'environ 20 % du rayon de la Lune, alors qu'il est plutôt de l'ordre de 50 % pour la plupart des autres corps telluriques. La composition du noyau de la Lune n'est pas bien connue, mais beaucoup s'accordent à dire qu'il est composé de fer métallique allié à une faible quantité de soufre et de nickel. Les analyses de la variation de la rotation lunaire indiquent qu'une partie au moins du noyau est à l'état fondu.

## Structure profonde

Structure interne de la Lune.

On considère aujourd’hui que la Lune est un corps différencié : sa structure en profondeur n’est pas homogène mais résulte d’un processus de refroidissement, de cristallisation du magma originel, et de migration du magma évolué. Cette différenciation a résulté en une croûte (en surface) et un noyau (en profondeur), entre lesquels se trouve le manteau. Cette structure ressemble fortement à ce que l'on trouve pour l'intérieur de la Terre, aux dimensions absolues et relatives près, et surtout à la différence essentielle que la Lune est désormais devenue très « froide » ; et n’est plus active comme l’est encore la Terre (convection, tectonique, etc.).

## Croûte

Formation de la croûte et du manteau lunaire.

Après sa formation, il y a environ 4,5 milliards d’années, la surface de la Lune était un océan de magma liquide. Les scientifiques pensent qu’un des types de roches lunaires présent en surface, la norite riche en KREEP, (KREEP pour K-potassium, Rare Earth Elements [terres rares], P-phosphore) représente l’ultime évolution de cet océan de magma. Cette « norite KREEP » est en effet très enrichie en ces éléments chimiques que l’on désigne par le terme « d’éléments incompatibles » : ce sont des éléments chimiques peu enclins à intégrer une structure cristalline et qui restent préférentiellement au sein d’un magma. Pour les chercheurs, les « norite KREEP » sont des marqueurs commodes, utiles pour mieux connaître l’histoire de la croûte lunaire, que ce soit son activité magmatique ou ses multiples collisions avec des comètes et d’autres corps célestes.
La croûte lunaire est composée d’une grande variété d’éléments : oxygène, silicium, magnésium, fer, titane, calcium, aluminium, potassium, uranium, thorium et hydrogène. Sous l’effet du bombardement par les rayons cosmiques, chaque élément émet vers l’espace un rayonnement, sous forme de photons gamma, rayonnement dont le spectre (distribution de l’intensité relative en fonction de la longueur d’onde) est propre à l’élément chimique. Quelques éléments sont radioactifs (uranium, thorium et potassium) et émettent leur propre rayonnement gamma. Cependant, quelles que soient les origines de ces rayonnements gamma, chaque élément émet un rayonnement unique, que l’on appelle une « signature spectrale », discernable par spectromètre. Depuis les missions américaines Clementine et Lunar Prospector, les scientifiques ont construit de nouvelles cartes d'abondances (dites géochimiques) des éléments à la surface de la Lune.

## Surface
La croûte lunaire est recouverte d’une couche de poussières indurée appelée régolithe. La croûte et le régolithe sont inégalement répartis sur la Lune.
- L’épaisseur de régolithe, déduite de la morphologie des cratères d'impact de différentes dimensions, varie de 3 à 5 mètres dans les mers, jusqu’à 10 à 20 mètres sur les hauts plateaux. Une analyse détaillée de la zone de l'océan des Tempêtes choisie pour l'alunissage de la mission chinoise Chang'e 5 indique une épaisseur de 74 cm à 18 m, avec une moyenne de 7,15 m[4].
- L’épaisseur de la croûte varie de 0 à 100 kilomètres selon les endroits. Au premier ordre on peut considérer que la croûte de la face visible est deux fois plus fine que celle de la face cachée. Les géophysiciens estiment aujourd’hui que l’épaisseur moyenne serait autour de 35-45 kilomètres sur la face visible alors que jusqu’aux années 2000 ils pensaient unanimement que celle-ci faisait 60 kilomètres d’épaisseur. La croûte de la face cachée atteint, elle, environ 100 kilomètres d’épaisseur maximum.

Les scientifiques pensent qu’une telle asymétrie de l’épaisseur de la croûte lunaire pourrait expliquer pourquoi le centre de masse de la Lune est excentré. De même cela pourrait expliquer certaines hétérogénéités du terrain lunaire, comme la prédominance des surfaces volcaniques lisses (Maria) sur la face visible.
Par ailleurs, les innombrables impacts météoritiques qui ont ponctué l’histoire de la Lune ont fortement modifié sa surface, en creusant de profonds cratères dans la croûte. La croûte pourrait ainsi avoir totalement été excavée au centre des bassins d’impact les plus profonds. Cependant, même si certains modèles théoriques montrent que la croûte a entièrement disparu par endroits, les analyses géochimiques n’ont pour le moment pas confirmé la présence d’affleurements de roches caractéristiques du manteau. Parmi les grands bassins d’impact, le bassin Pôle Sud-Aitken, avec ses 2 500 km de diamètre, est le plus grand cratère d’impact connu à ce jour dans le Système solaire.
Selon les données disponibles à ce jour, le manteau est vraisemblablement homogène sur toute la Lune. Cependant, certaines hypothèses proposent que la face cachée comporterait un manteau légèrement différent de celui de la face visible, ce qui pourrait être à l’origine de la différence de croûte entre les deux hémisphères.

## Manteau
Le manteau lunaire est supposé provenir de la solidification d'un océan magmatique. Ses roches peuvent affleurer en surface à la faveur d'impacts violents, et notamment au fond du bassin Aitkin situé au pôle sud, la formation la plus grande (2 500 km de diamètre) et la plus ancienne de la Lune. Les analyses spectrales de la sonde chinoise Chang'e 4 y montrent effectivement la présence en abondance d'olivine et de pyroxène pauvre en calcium, des minéraux attendus pour le manteau et qu'on ne retrouve pas ailleurs sur la Lune,.

## Noyau
De la même manière, peu d’informations sont aujourd’hui disponibles pour contraindre la présence d’un noyau. Les données de télémétrie laser (Lunar Laser Ranging experiment) accumulées depuis les missions Luna et Apollo permettent toutefois aux scientifiques de penser qu’un petit noyau de 300–400 km de rayon est bien présent. Celui-ci est beaucoup moins dense que celui de la Terre (ne contient pas ou très peu de fer) et pourrait être partiellement fluide.
En 2019, le rayon du noyau la Lune est estimé à 381 ± 12 km ; et son aplatissement à (2,2 ± 0,6) × 10−4.
En 2023, il est mis en évidence que la Lune possède un noyau interne solide, d'environ 250 km de rayon (258 ± 40 km) et composé d'un métal dont la masse volumique (7 822 ± 1 615 kg/m3) est proche de celle du fer. Il est entouré d'un noyau externe fluide d'environ 362 km de rayon.